# Molophilus scabricornis
Molophilus scabricornis är en tvåvingeart som beskrevs av Alexander 1942. Molophilus scabricornis ingår i släktet Molophilus och familjen småharkrankar. Inga underarter finns listade i Catalogue of Life.